# O Tempo Não Apaga
O Tempo Não Apaga é uma telenovela brasileira produzida e exibida pela RecordTV entre 7 de março e 11 de novembro de 1972, em 215 capítulos, às 20h, substituindo Quarenta Anos Depois e sendo substituída por Quero Viver. Escrita por Amaral Gurgel, sob direção de Waldomiro Baroni e direção geral de Waldemar de Moraes. Foi livremente inspirada no romance Rebecca, de Daphne du Maurier, porém com algumas alterações, como a protagonista que foi transformada em vilã na novela.
Conta com Nathalia Timberg, Hélio Souto, Lílian Lemmertz, Rolando Boldrin, Márcia Real, Lolita Rodrigues, Manuel de Nóbrega e Néa Simões nos papéis principais.

## Enredo
Paula é uma pianista prestigiada que é dada como morta após um acidente de carro e permanece um ano internada em um hospital com amnésia. Após recobrar a memória, ela descobre que seu marido Raul se casou com a ambiciosa Eugênia, sua ex-assistente. A megera não conta com a aprovação de Elisa, irmã viúva de Raul, e de Glorinha, filha dele, a qual ela tenta convencer o marido a enviar para um internato, tendo ainda que conviver com o fantasma de Paula, de quem Raul mantém um quadro gigante na sala.
Paula se esconde na casa de Mercedes, governanta e sua amiga pessoal, para tentar encontrar uma forma de desmascarar Eugênia, contando com ajuda de Dr. Bernardo, que se apaixonou por ela. Enquanto isso Glorinha vive um romance proibido com Roberto, filho da governanta, não aprovado por seu pai.

## Elenco
| Ator/Atriz          | Personagem              |
| ------------------- | ----------------------- |
| Nathalia Timberg    | Paula Bragança / Raquel |
| Hélio Souto         | Raul Bragança           |
| Lílian Lemmertz     | Eugênia Ribeiro Alves   |
| Rolando Boldrin     | Bernardo                |
| Márcia Real         | Elisa Bragança          |
| Lolita Rodrigues    | Mercedes Monteiro       |
| Manuel de Nóbrega   | Dr. Ribeiro Alves       |
| Néa Simões          | Guida Ribeiro Alves     |
| Eugênia de Domênico | Glorinha Bragança       |
| Ney Latorraca       | Roberto Monteiro        |
| Jonas Mello         | Miguel                  |
| David Neto          | Dr. Ambrósio            |
| Edy Cerri           | Carminha Monteiro       |
| Wilma de Aguiar     | Hilda                   |
| Benedita Rodrigues  | Antônia                 |
| Luiz Carlos Braga   | Jacques                 |
| Roberto Bolant      | Chico                   |
| Ivete Bonfá         | Elisete                 |
| Carlos Silveira     | Laércio                 |
| Mário Guimarães     | César                   |
| Adolfo Machado      | Dr. Rosendo             |
| Marlene Costa       | Lúcia                   |
| Monetti Baroni      | Darcy                   |

### Participações especiais
| Ator/Atriz        | Personagem  |
| ----------------- | ----------- |
| Rodolfo Mayer     | Pai de Raul |
| John Herbert      | Hélio       |
| Ewerton de Castro | Norberto    |